# Jonas Wind
Jonas Older Wind (* 7. února 1999 Kodaň) je dánský profesionální fotbalista, který hraje na pozici útočníka či ofensivního záložníka za německý klub VfL Wolfsburg a za dánský národní tým.

## Reprezentační kariéra
Dne 7. října 2020 Wind debutoval v dánské reprezentaci v přátelském utkání proti Faerským ostrovům. Dne 25. května 2021 byl nominován trenérem Kasperem Hjulmandem na závěrečný turnaj Euro 2020.

## Statistiky

### Klubové
K 24. květnu 2021
| Klub     | Sezóna  | Liga        | Liga   | Liga | Pohár  | Pohár | Evropské poháry | Evropské poháry | Celkem | Celkem |
| Klub     | Sezóna  | Liga        | Zápasy | Góly | Zápasy | Góly  | Zápasy          | Góly            | Zápasy | Góly   |
| -------- | ------- | ----------- | ------ | ---- | ------ | ----- | --------------- | --------------- | ------ | ------ |
| FC Kodaň | 2017/18 | Superligaen | 10     | 2    | 0      | 0     | 1               | 0               | 11     | 2      |
| FC Kodaň | 2018/19 | Superligaen | 21     | 6    | 1      | 0     | 2               | 0               | 24     | 6      |
| FC Kodaň | 2019/20 | Superligaen | 13     | 7    | 0      | 0     | 6               | 3               | 19     | 10     |
| FC Kodaň | 2020/21 | Superligaen | 28     | 15   | 1      | 0     | 3               | 2               | 32     | 17     |
| Celkem   | Celkem  | Celkem      | 72     | 30   | 2      | 0     | 12              | 5               | 86     | 35     |

### Reprezentační
K 31. březnu 2021
| Dánsko | Dánsko | Dánsko |
| Rok    | Zápasy | Góly   |
| ------ | ------ | ------ |
| 2020   | 4      | 2      |
| 2021   | 2      | 1      |
| Celkem | 6      | 3      |

#### Reprezentační góly
K zápasu odehranému 31. března 2021. Skóre a výsledky Dánska jsou vždy zapisovány jako první
| Gól | Datum              | Místo                                  | Soupeř  | Skóre | Výsledek | Soutěž                                |
| --- | ------------------ | -------------------------------------- | ------- | ----- | -------- | ------------------------------------- |
| 1.  | 11. listopadu 2020 | Brøndby Stadion, Brøndbyvester, Dánsko | Švédsko | 1:0   | 2:0      | Přátelský zápas                       |
| 2.  | 18. listopadu 2020 | Den Dreef, Lovaň, Belgie               | Belgie  | 1:1   | 2:4      | Liga národů UEFA 2020/21              |
| 3.  | 25. března 2021    | Bloomfield Stadium, Tel Aviv, Izrael   | Izrael  | 2:0   | 2:0      | Kvalifikace na Mistrovství světa 2022 |

## Ocenění

### Klubová

#### FC Kodaň
- Superligaen: 2018/19[4]